# 山本天志
山本天志，日本男性動畫導演、演出家、動畫師。別名有山本鄉、山本深幸、山本美也等。

## 人物簡介
本名相同。圓谷Production出身。2004年電視動畫《愛情泡泡糖》首次擔任導演。目前以ZEXCS作品的為活動據點。

## 主要參加作品

### 電視動畫
1990年代及以前
- 奈奈子SOS（日语：ななこSOS）（1983年，製作進行）
- 怪盜Saint Tail（1995年－1996年，作畫監督[2]）
- 魯邦三世 沃爾特P38（日语：ルパン三世 ワルサーP38）（1997年，原畫）
- 神奇寶貝（1997年－2002年，作畫監督、原畫）
- 槍神Trigun（1998年，原畫）

2000年代
- 麵包超人（2000年，作畫監督）
- 幻想魔傳 最遊記（2000年，原畫）
- 洛克人EXE（2002年，作畫監督、原畫）
- 名偵探柯南（2003年，作畫監督、原畫）
- 初音島（2003年，演出）※山本深幸名義。
- 愛情泡泡糖（2004年，導演、分鏡、演出）
- 喜歡所以喜歡（2005年，分鏡、演出）※山本深幸名義。
- 魔法老師！（2005年，演出）
- 彈珠汽水（2005年，演出）
- 初音島 Second Season（2005年，分鏡、演出）
- Canvas2 ～彩虹色的圖畫～（2005年，演出）
- 鍵姬物語 永久艾莉絲輪舞曲（日语：鍵姫物語 永久アリス輪舞曲）（2006年，分鏡、演出）
- 斬魔大聖DEMONBANE（日语：機神咆吼デモンベイン）（2006年，演出）
- 少女愛上姊姊（2006年，分鏡）
- 獻上女神的祝福（2006年－2007年，分鏡、演出）
- 七色★星露（2007年，導演[3]、分鏡、演出）
- 魔法人力派遣公司（2008年，分鏡）
- H2O -FOOTPRINTS IN THE SAND-（2008年，分鏡、演出、原畫）
- 乃木坂春香的秘密（2008年，分鏡）
- 魔法學園·WAっしょい！（2008年，分鏡、演出、原畫
- 空罐少女！（2009年，分鏡）
- 鋼殼都市雷吉歐斯（2009年，分鏡）
- 神曲奏界紅 crimson S（2009年，分鏡）
- 海物語 ～有你相伴～（2009年，分鏡、演出、原畫）
- 浪漫追星社（2009年，分鏡）
- 乃木坂春香的秘密 Purezza♪（2009年，分鏡）

2010年代
- 無頭騎士異聞錄 DuRaRaRa!!（2010年，演出）
- 寶石寵物 Twinkle☆（2010年－2011年，導演、分鏡、演出、原畫）
- FORTUNE ARTERIAL 赤之約束（2010年，分鏡）
- 天魔黑兔（2011年，導演、分鏡）
- 寶石寵物 Sunshine（2011年，原畫）
- 便·當（2011年，演出）
- 寶石寵物 Kira☆Deco！（2012年，分鏡、原畫）
- 女王之刃 叛亂（2012年，演出）
- 美少女死神 還我H之魂！（2012年，原畫）
- 無賴勇者的鬼畜美學（2012年，分鏡）
- IXION SAGA DT（2012年，分鏡）
- Q弟偵探因幡（2013年，分鏡、演出）
- 惡之華（2013年，作畫統括）
- 蘿球社！SS（2013年，演出）
- 魔鬼戀人（2013年，OP原畫）
- 我要成為世界最強偶像（2013年，分鏡、演出）
- 寶石寵物 Happiness（2013年，分鏡）
- 咲-Saki- 全國篇（2014年，分鏡、演出）
- Lady 寶石寵物（2014年，分鏡、演出、ED原畫）
- 普通女高中生要做當地偶像（2014年，分鏡）
- 少年好萊塢 -HOLLY STAGE FOR 49-（日语：少年ハリウッド）（2014年，演出）
- 結城友奈是勇者（2014年，分鏡）
- ISUCA依絲卡（2015年，分鏡）
- 你好!! 黃金拼圖（2015年，演出）
- 亂步奇譚 拉普拉斯的遊戲（2015年，分鏡）
- VALKYRIE DRIVE -MERMAID-（2015年，分鏡）
- 槍與面具（2015年，分鏡、演出）
- 紅殼的潘朵拉（2016年，分鏡、演出）
- 鬼斬（2016年，導演）
- 至高指令（2016年，演出）
- HUNDRED百武裝戰記（2016年，演出）
- 這個美術社大有問題！（2016年，演出）
- 清戀（2017年，ED分鏡&演出）
- Frame Arms Girl 骨裝機娘（2017年，分鏡、演出）
- 徒然喜歡你（2017年，分鏡、演出）
- 魔法少女 我（2018年，演出）
- 深夜！天才老爹（日语：深夜!天才バカボン）（2018年，副導演）
- Endro～！（2019年，演出）

2020年代
- 闇影詩章（2020年，分鏡、演出）
- 轉生成自動販賣機的我今天也在迷宮徘徊 2nd Season（2025年，分镜）

### OVA
- 超人力霸王超鬥士激傳（日语：ウルトラマン超闘士激伝）（1996年，作畫監督）
- 魔神凱撒 死鬥！暗黑大将軍（2003年，原畫）
- 超級機器人大戰ORIGINAL GENERATION THE ANIMATION（2005年，原畫）
- AIKa ZERO（2009年，演出）
- 聖鬥士星矢 THE LOST CANVAS 冥王神話（2009年，分鏡）
- 乃木坂春香的秘密 Finale♪（2012年，分鏡）

### 電影動畫
- 麵包超人系列
  - 第1部：亮晶晶星的眼淚（日语：それいけ!アンパンマン キラキラ星の涙）（1989年，原畫）
  - 第4部：積木城的秘密（日语：それいけ!アンパンマン つみき城のひみつ）（1992年，原畫）
  - 第5部：恐龍諾西歷險記（日语：それいけ!アンパンマン 恐竜ノッシーの大冒険）（1993年，原畫）
  - 第7部：打倒幽靈船!!（日语：それいけ!アンパンマン ゆうれい船をやっつけろ!!）（1995年，原畫）
  - 第8部：飛行繪本與玻璃鞋（日语：それいけ!アンパンマン 空とぶ絵本とガラスの靴）（1996年，原畫）
  - 第9部：彩虹金字塔（日语：それいけ!アンパンマン 虹のピラミッド）（1997年，原畫）
  - 第10部：將雙手舉向太陽（日语：それいけ!アンパンマン てのひらを太陽に）（1998年，原畫）
- 起程的冒險者們 Legend of Crystania（日语：クリスタニア）（1995年，原畫）
- 魯邦三世 DEAD OR ALIVE（日语：ルパン三世 DEAD OR ALIVE）（1996年，原畫）
- 名偵探柯南：引爆摩天樓（1997年，原畫）
- 爆走兄弟Let's & Go!!：暴走迷你四驅車大追擊！（1997年，作畫監督）※山本鄉名義。
- 超級百變金剛（1998年，人物設定、總作畫監督）
- 烏龍派出所 THE MOVIE2 UFO大逆襲！龍捲風大作戰!!（2003年，原畫）
- 劇場版 寶石寵物：甜品舞公主（2012年，原畫）
- 黃金拼圖 Pretty Days（2016年，分鏡、演出）
- 黃金拼圖 Thank you!!（2021年，副導演）

### 網路動畫
- 最終試驗鯨魚（日语：最終試験くじら）（2007年，演出）

## 外部連結
- 山本天志的X（前Twitter） （日語）